# Ventiscka
Ventiscka es un grupo musical Chileno, fundado en 1984 en San Miguel, perteneciente al movimiento de la Nueva Canción Chilena.
Ellos han tocado en varios diversas locaciones, incluyendo el Salón Municipal de Pirque y el Museo Violeta Parra. Colaboraron con Ángel Parra en obras musicales dos veces: La primera fue en 2003, en el disco Venceremos - Hommage à Salvatore Allende y la segunda fue en 2004, en el disco Pisagua.

## Discografía
- 2002: Chileno
- 2003: Homenaje 30 Años
- 2003: Venceremos - Hommage à Salvatore Allende (con Ángel Parra, Sergio Ortega y Isabel Parra)
- 2004: Pisagua (con Ángel Parra)
- 2005: Tour verano 2005 (con Ángel Parra y Ángel Parra Trío)
- 2007: Una Historia (En Vivo)
- 2022: La Misma Voz

## Miembros
El grupo está compuesto por:
- Richard Beltrán
- Nelson Riquelme
- José "Chelo" Zavala

### Exmiembros
- Rafael Ortega[6]